# Valeria Pirone
Valeria Pirone (Torre del Greco, Nápoles, Italia, 3 de diciembre de 1988) es una futbolista italiana. Juega de delantero y su actual equipo es el Parma de la Serie A de Italia.

## Trayectoria
Se formó en el Calciosmania Napoli, que en 2006 se fusionó con el Venus para dar vida al Napoli C.F. Con 17 años de edad fue cedida al Aircargo Agliana, donde debutó en la Serie A el 7 de octubre de 2006 ante el Vigor Senigallia. Después de cuatro meses volvió al Napoli. Con el equipo azzurro ganó la Serie B 2007/08 siendo la máxima artillera del torneo, y la Serie A2 2011/12. El 21 de abril de 2012 el Napoli logró el matemático ascenso a la Serie A al ganar 5 a 1 contra el Acese. Pirone marcó su primer gol en el máximo nivel italiano el 22 de septiembre contra el Perugia. El 1 de diciembre anotó su primer doblete contra el Tavagnacco.
El 23 de febrero de 2013 se convirtió en la primera jugadora en conseguir alcanzar las 200 presencias con la camiseta del Napoli. En agosto de 2014 fichó por el Res Roma. Con las romanas jugó 23 presencias anotando 10 goles; fue la mejor artillera del club giallorosso durante la temporada 2014/15. La temporada siguiente fue transferida al AGSM Verona, con el que debutó por primera vez en su carrera en la Liga de Campeones, marcando un doblete ante el St. Polten Spratzen austríaco.
A mediados de 2022 ficha por el Parma tras quedar libre de la Roma.

## Selección nacional
Desde 2009 a 2010 disputó 5 partidos con la selección sub-19 de Italia, totalizando 5 goles. El 26 de octubre de 2011 debutó en la Selección mayor contra Rusia, en la fase de grupos de clasificación para la Eurocopa 2013.

## Clubes
| Club                       | País   | Año         |
| -------------------------- | ------ | ----------- |
| Calciosmania Napoli        | Italia | 2003 - 2006 |
| Agliana F.C. (cedida)      | Italia | 2006        |
| Napoli C.F.                | Italia | 2006 - 2014 |
| Res Roma                   | Italia | 2014 - 2015 |
| A.G.S.M. Verona            | Italia | 2015 - 2016 |
| A.S.D. Mozzanica           | Italia | 2016 - 2018 |
| S.S.D. ChievoVerona Valpo  | Italia | 2018 - 2019 |
| Women Hellas Verona S.S.D. | Italia | 2019 - 2020 |
| U.S. Sassuolo Calcio       | Italia | 2020 - 2021 |
| A.S. Roma                  | Italia | 2021 - 2022 |
| Parma Calcio 2022          | Italia | 2022 - Act. |

## Palmarés

### Campeonatos nacionales
| Título   | Club        | País   | Año         |
| -------- | ----------- | ------ | ----------- |
| Serie B  | Napoli C.F. | Italia | 2007 - 2008 |
| Serie A2 | Napoli C.F. | Italia | 2011 - 2012 |

### Distinciones individuales
| Distinción                   | Año         |
| ---------------------------- | ----------- |
| Capocannoniere de la Serie B | 2007 - 2008 |